# 오미 고지
오미 고지(尾身 幸次, おみ こうじ, 1932년 12월 14일 ~ )는 일본의 정치인, 전 중의원 의원이다.

## 인물
제1차 아베 신조 내각에서 재무대신을 지냈으며, 오키나와 및 북방 대책 담당 대신, 과학 기술 정책 담당 대신, 경제기획청 장관도 역임하였다.

## 약력
군마현 누마타시 출신으로, 1956년 히토쓰바시 대학 상학부를 졸업하고, 통상산업성에 들어갔다. 1970년 재 (在) 뉴욕 일본 총영사관 영사, 1979년 일본 과학기술청(科学技術庁) 장관 관방 총무과장, 1981년 중소기업청(中小企業庁) 지도 부장 등을 지냈으며, 중의원 선거에 출마하기 위해 1982년에 사임하였다.
1983년 제37회 중의원 의원 총선거에 무소속으로 출마해 당선되었으며, 그 후 자민당에 들어갔다. 1990년 대장성 정무 차관, 1992년 자유민주당 상공부 회장, 자유민주당 과학기술부 회장, 1995년 중의원 대장성 위원장을 지냈으며, 1997년 제2차 하시모토 내각 개조내각에서 경제기획청 장관으로 첫 입각하였다. 2000년 자민당 총재 모리 요시로 아래에서 자민당 간사장 대리가 되었으며, 2001년 제1차 고이즈미 내각에서는 과학 기술 정책 담당 대신 겸 오키나와 및 북방 대책 담당 대신, 2006년 제1차 아베 신조 내각, 2007년 제1차 아베 신조 내각 개조내각에서 연이어 재무 대신직을 수행하였다.
2009년 8월에 행해진 제45회 중의원 의원 총선거에서 공명당의 추천을 받아 출마했으나 소선거구에서 패배하였고, 비례 대표와의 중복 입후보를 하지 않았기 때문에 의석을 잃었다. 같은 해 9월, 정계 은퇴를 표명하였으며, 2010년 4월 욱일대수장(旭日大綬章)을 받았다.

## 같이 보기
- 한일의원연맹